# Henrik Hartmansson
Henrik Hartmansson, död 1367, var biskop i Åbo stift 1366–1367.
Henrik Hartmansson var son till en Åboborgare med namnet Hartman. Han omtalas 1340 som kyrkoherde i Sääksmäki och vistades då troligen i Frankrike för studier. I maj och juni detta år utverkade han från Avignon några påvliga brev, dels mot sockenbor som vägrade betala tionde och dels mot några dominikanmunkar som samlade in allmosor och höll gudstjänst med portabla altaren i hans socken. 1351 var Henrik Hartmansson domprost i Åbo, åtminstone 1347 var företrädaren i livet. Troligen hade han då tidigare varit medlem av domkapitlet, och finns omtalad som biskop Hemmings representant vid med dennes frånvaro. Han valdes till biskop av Åbo domkapitel kort efter Hemmings död och begav sig då mot Avignon för att få sitt val bekräftat. Resan gick via Reval där hans följe beviljats fri lejd för fortsatt resa. Biskopsvalet godkändes av påven Urban V i Avignon 5 oktober 1366, det för påvligt bekräftade biskopsvalet i Finland. Hos påven utverkade han ett antal privilegiebrev för sitt stift. Henrik Hartmansson avled dock under återresan till Finland, troligen i början av 1367. Han lik fördes hem till Åbo och begravdes i domkyrkan där. Efterträdarens val bekräftades av påven 8 november 1367.